# أونيم
أونيم لفظ دخيل يركب تركيب مزج بلفظٍ آخرى يسبقه، نعتٍ أو منسوب أو مضاف إليه. ومعناه «اسم».

## أصل
اللفظ منقول إلى العربية من الإغريقية بلفظ أونيما (ὄνυμα) وهو لغة في اُونوما ( ὄνομα) ويعني الاسم.

## كتابة
الألف في أونيم همزة وصل سماعية تحذف وَوَأوَ المد عند تركيبه وصلا.

## أمثلة
| اسم nym | أجنبيٌّ xeno | ضربٍ tropo | مكانيٌّ topo | مستعارٌ pseudo | جزءٍ mero | مشمولٌ hypo | شاملٌ hypero | كلٍّ holo | لغةٍ glotto | خارجيٌّ exo | قوميٌّ ethno | داخليٌّ endo | ذاتيٌّ auto | معكوسٌ ana |

## وصلات خارجية
(بالإنجليزية)
- ذوات اُونيم (الاُونيمات)